# Picapolls de la Gavarresa
Els Picapolls de la Gavarresa, oficialment Colla Castellera de la Gavarresa, van ser una colla castellera de la Gavarresa, una vall amb caràcter de comarca natural entre el Bages i el Moianès, van néixer l'any 2014.
La colla, amb seu a Artés (Bages), vestia amb camisa de color morat i els seus millors castells van ser el 4 de 7, la torre de 6, el 5 de 6, el 4 de 6 amb l'agulla i el 3 de 6 amb l'agulla.
El 7 de juny del 2016 van ser acceptats com a colla de ple dret per la Coordinadora de Colles Castelleres de Catalunya.
La pandèmia de COVID-19 va tenir un important impacte en la seva activitat social i castellera. Davant la manca d'efectius, el març de 2023 van decidir en assemblea d'aturar l'activitat castellera. Els intents per a reactivar l'activitat no van tenir èxit i van desembocar a la dissolució de la colla. El desembre de 2023 la colla va comunicar oficialment la seva aturada definitiva a la Coordinadora de Colles Castelleres de Catalunya, que va acceptar la seva baixa.